# Жукотин (Ивано-Франковская область)
Жу́котин (укр. Жукотин) — село в Коршевской сельской общине Коломыйского района Ивано-Франковской области Украины.
Занимает площадь 9.43 км². Почтовый индекс — 78237. Телефонный код — 03433.

## Население
Население по переписи 2001 года составляло 1064 человека.

### Известные люди
В селе родился Данилишин, Иван Ярославович — советский и украинский тренер по боксу.